# Wappen Südafrikas

Wappen seit dem Jahr 2000

Das gegenwärtige Wappen Südafrikas wurde am 27. April 2000 von Präsident Thabo Mbeki vorgestellt.

## Beschreibung
Es stellt einen Schild mit zwei sich die Hände reichenden Menschen dar, die einer südafrikanischen Felsenzeichnung entstammen. Über dem Schild kreuzen sich Speer und Knobkierie (Schlagstock), links und rechts des Schilds befinden sich zwei Getreideähren. Diese Anordnung ist von jeweils zwei Stoßzähnen auf jeder Seite umgeben, die in einem grünen Band verbunden sind.
Über dem Schild befindet sich ein Sekretärvogel mit ausgebreiteten Flügeln. Vor dessen Brust befindet sich eine Protea-Blüte, über seinem Kopf ist eine aufgehende Sonne, die das Wappen nach oben hin abschließt.
Auf dem Band am unteren Rand befindet sich ein Spruch in ǀXam (einer im 20. Jahrhundert ausgestorbenen Khoisan-Sprache): „!KE E: /XARRA //KE“; dies bedeutet in etwa „Unterschiedliche Menschen vereinen sich“, zumeist wiedergegeben in Formen mit Kollektivbezug wie „Unterschiedliche Völker vereint“.
Das gesamte Wappen ist überwiegend in ruhigem Grün und ockerfarben gehalten. Das rote Ocker (im Original blasoniert als red ochre) ist eine in der Heraldik unübliche Tinktur.

## Symbolik
Das Wappen symbolisiert die Veränderungen in Südafrika und dient der Identifikation aller Südafrikaner.
- Stoßzähne: für die den Elefanten nachgesagten Tugenden Klugheit, Stärke, Mäßigung und Ewigkeit
- Weizenähren: für Ergiebigkeit und Wachstum; sie verweisen auf die Bedeutung der Landwirtschaft zur Bevölkerungsernährung
- Schild: als Symbol der geistigen Verteidigung
- Menschen: für Einheit und Menschlichkeit
- Speer und Schlagstock: als kräftige Beine des Sekretärvogels; beide sind liegend abgebildet und symbolisieren so Frieden
- Protea: Schönheit des Landes und Aufblühen der Bevölkerung als Nation.
- Sekretärvogel: mit seinen ausgebreiteten Flügeln für die Überlegenheit der südafrikanischen Nation gegenüber ihren Feinden; gleichzeitig schützt er mit seinen Schwingen die Nation.
- Sonnenaufgang: Willenskraft, Fachwissen und schnelle Auffassungsgabe; auch für die Quelle des Lebens und ihre Wichtigkeit für die Menschheit.
- Flügel: Symbolisiert die Freiheit der Afrikaner

## Geschichte
Von 1910 bis 2000 hatte Südafrika insgesamt drei einander ähnliche Wappen, zu denen das aktuelle Wappen keinen weiteren Bezug hat.
Alle drei zeigten einen geviertelten Wappenschild, dessen Inhalt die Wappen der vier Provinzen der Südafrikanischen Union bildeten.
Das erste Feld trägt die silberne Figur der Guten Hoffnung für die Kapprovinz. Das zweite Feld zeigt zwei dunkle Gnus für Natal. Im dritten Feld steht ein Orangenbaum für den Oranje-Freistaat. Im vierten Feld ist ein silberner Treck-Wagen zu sehen, der für Transvaal steht. Die beiden oberen Felder sind durch die beiden unteren durch einen Wellenschnitt abgeteilt, der den Oranje symbolisiert.
Die Farben der Felder sind in der gleichen Reihenfolge: rot, zweimal goldfarben und grün. Über dem Schild steht ein roter Löwe mit einem Bündel aus vier Stäben (teils blau, teils silber). Eine Oryxantilope und ein Springbock sind rechts und links als Schildhalter platziert.
Ein Spruchband trägt das lateinische Motto:
„Ex Unitate Vires.“
(Einigkeit macht stark.)
Ab 1930 steht das Ganze auf einem Stück Rasen.
Ab 1932 trägt der Schild noch einen Helm, auf dem nun der Löwe steht. Auf dem Grasgrund stehen nun links und rechts Protea-Blüten.
|           |           |           |
| 1910–1930 | 1930–1932 | 1932–2000 |